# 1985 في إيطاليا
فيما يلي قوائم الأحداث التي وقعت خلال عام 1985 في إيطاليا.

## سياسة

### تعيين في المنصب
- 25 يونيو – فرانشيسكو كوسيغا Substitute President of Italy  [لغات أخرى]‏،رئيس إيطاليا.
- 29 يونيو – ساندرو برتيني عضو مجلس الشيوخ مدى الحياة.
- 9 يوليو – أمنتوري فانفاني رئيس مجلس الشيوخ الإيطالي [الإنجليزية]‏.

### انتهاء فترة المنصب
- 29 يونيو – ساندرو برتيني رئيس إيطاليا.
- 3 يوليو – فرانشيسكو كوسيغا Substitute President of Italy  [لغات أخرى]‏.

## أفلام
من الأفلام التي صدرت هذه السنة في إيطاليا:
- 1 يناير – الشياطين من إخراج Lamberto Bava [الإنجليزية]‏.
- 1 يناير – فينومينا من إخراج داريو أرجنتو.
- 12 أبريل – ليديهوك من إخراج ريشارد دونر.

## مواليد

### يناير
- 1 يناير – أوسكار جاتو درّاج طريق إيطالي.
- 6 يناير – فاليريو أجنولي درّاج طريق إيطالي.
- 15 يناير – أندريا البرتي لاعب كرة قدم إيطالي.
- 18 يناير – ريكاردو موريتي متسابق دراجات نارية إيطالي.
- 18 يناير – ريكاردو مونتوليفو لاعب كرة قدم إيطالي.
- 24 يناير – أليكس بالدوليني متسابق دراجات نارية إيطالي.
- 25 يناير – ماركو بارولو لاعب كرة قدم إيطالي.

### فبراير
- 18 فبراير – فابيو ساباتيني درّاج طريق إيطالي.
- 18 فبراير – لوكا فيرديني متسابق دراجات نارية إيطالي.
- 28 فبراير – ماركو كوزين لاعب كرة سلة إيطالي.

### مارس
- 17 مارس – داريو كاتالدو درّاج طريق إيطالي.

### أبريل
- 2 أبريل – جياكومو ديفيشي لاعب كرة سلة إيطالي.
- 9 أبريل – أنتونيو نوتشيرينو لاعب كرة قدم إيطالي.
- 25 أبريل – أندريا كودا لاعب كرة قدم إيطالي.

### مايو
- 4 مايو – جيارا مارجيتيلي لاعبة كرة قدم إيطالية.
- 5 مايو – إيمانويلي جياكيريني لاعب كرة قدم إيطالي.
- 9 مايو – لوكا روسيتيني لاعب كرة قدم إيطالي.
- 15 مايو – تانيا كانيوتو غطاسة إيطالية.
- 15 مايو – دانييلي غالوبا لاعب كرة قدم إيطالي.
- 29 مايو – سيموني بنتيفوليو لاعب كرة قدم إيطالي.

### يونيو
- 4 يونيو – لوكا فاني لاعب كرة مضرب إيطالي.
- 5 يونيو – ميتشيلي كانيني لاعب كرة قدم إيطالي.
- 13 يونيو – سيمون بيرتي لاعب كرة سلة إيطالي.
- 22 يونيو – توماسو لورنزيتي متسابق دراجات نارية إيطالي.
- 22 يونيو – روزا كاتو ممثلة يابانية.
- 26 يونيو – كاثرين رس لاعبة كرة سلة إيطالية.

### يوليو
- 1 يوليو – إيفا يتشنر دراجة إيطالية.
- 12 يوليو – جانلوكا كورشي لاعب كرة قدم إيطالي.
- 15 يوليو – غراتسيانو بيلي لاعب كرة قدم إيطالي.
- 25 يوليو – كلاوديو غراسي لاعب كرة مضرب إيطالي.

### أغسطس
- 9 أغسطس – لوكا فيليبي سائق سيارة سباق إيطالي.
- 13 أغسطس – ماتيا باسيني متسابق دراجات نارية إيطالي.

### سبتمبر
- 2 سبتمبر – أليسون ميلر
- 4 سبتمبر – ريكاردو ميجيوريني لاعب كرة قدم إيطالي.
- 8 سبتمبر – أليسيو بالومبو متسابق دراجات نارية إيطالي.
- 12 سبتمبر – جوزيبي بويتا لاعب كرة سلة إيطالي.
- 12 سبتمبر – دومينيكو تيديسكو مدرب كرة قدم إيطالي.

### أكتوبر
- 7 أكتوبر – دانييلي ميوتشي
- 8 أكتوبر – سيموني بوليلي لاعب كرة مضرب إيطالي.
- 14 أكتوبر – مانويل بيليتي درّاج طريق إيطالي.
- 25 أكتوبر – دانييلي باديلي لاعب كرة قدم إيطالي.
- 26 أكتوبر – أندريا بارغناني لاعب كرة سلة إيطالي.
- 27 أكتوبر – ستيفانو بيانكو متسابق دراجات نارية إيطالي.
- 27 أكتوبر – نيكولا مي لاعب كرة سلة إيطالي.

### نوفمبر
- 1 نوفمبر – تيبيريو غوارينتي لاعب كرة قدم إيطالي.

### ديسمبر
- 5 ديسمبر – ريكاردو غدين لاعب كرة مضرب إيطالي.

## وفيات

### يناير
- 28 يناير – ألفريدو فوني (مواليد 1911) لاعب كرة قدم إيطالي.

### مايو
- 2 مايو – أتيليو بيتيغا (مواليد 1953)
- 15 مايو – ريناتو أولمي (مواليد 1914) لاعب كرة قدم إيطالي.

### نوفمبر
- 4 نوفمبر – تشارلي فوساري (مواليد 1924)